# Освіта Кобеляччини

## Історія
Розвиток освіти в Кобеляцькому районі бере початок з першої школи, відкритої в 1806 році в місті Кобеляки. Першим її учителем був вихованець Московського виховного будинку Василь Ніколаїв.
У дореволюційні роки міська біднота навчалася в однокомплектних двокласних церковно-приходських школах, яких у місті було п'ять. Щороку ці школи випускали  75-100 учнів. Для заможних верств населення міста, а також для сільської знаті в місті були школи вищого типу. Це трикласне приходське училище, жіноча восьмикласна гімназія, чоловіча восьмикласна гімназія та комерційне училище. Вони за рік випускали 140—160 учнів, загальна кількість дітей, які навчалися в церковно-приходських і школах вищого типу щорічно становила 800—850 учнів. У цих училищах, гімназіях, школах міста працювало 45 учителів, з них лише 31 % мали вищу освіту. У місті Кобеляки, адміністративному центрі Кобеляцького повіту, територія якого була більшою втричі, ніж територія теперішнього Кобеляцького району, жило в дореволюційний час понад 12000 чоловік населення, ступінь освіти якого був низьким.
У 1922—1923 навчальному році, на час утворення СРСР в Кобеляцькому районі (в межах тодішнього адміністративного поділу) було 70 початкових шкіл, в яких навчалося понад 1250 учнів. 173 тодішніх вчителів переважно мали середню освіту.
У 2017 році у Кобеляках знаходиться 2 дошкільних навчальних заклади, 3 загальноосвітні навчальні заклади; в районі — 21 дошкільний навчальний заклад, 30 загальноосвітніх навчальних закладів.

## Навчальні заклади

### Дошкільні навчальні заклади
1. Бережнівський дошкільний навчальний заклад «Берізка»
2. Білицький дошкільний навчальний заклад «Дзвіночок»
3. Бутенківський дошкільний навчальний заклад "Барвінок
4. Василівський дошкільний навчальний заклад
5. Вільховатський дошкільний навчальний заклад «Дзвіночок»
6. Григоро-Бригадирівський дошкільний навчальний заклад «Калинка»
7. Дашківський дошкільний навчальний заклад «Світлячок»
8. Жуківський дошкільний навчальний заклад «Жучок-світлячок»
9. Канавський дошкільний навчальний заклад «Калинка»
10. Кобеляцький дошкільний навчальний заклад № 1 «Світлячок»
11. Кобеляцький дошкільний навчальний заклад № 2 «Золотий півник»
12. Красненський дошкільний навчальний заклад «Малятко»
13. Кустолово-Кущівський дошкільний навчальний заклад «Веселка»
14. Лебединський дошкільний навчальний заклад «Берізка»
15. Марківський дошкільний навчальний заклад «Віночок»
16. Озерський дошкільний навчальний заклад «Ромашка»
17. Орлицький дошкільний навчальний заклад «Капітошка»
18. Павлівський дошкільний навчальний заклад «Сонечко»
19. Перегонівський дошкільний навчальний заклад «Сонечко»
20. Придніпрянський дошкільний навчальний заклад «Сонечко»
21. Світлогірський дошкільний навчальний заклад «Ромашка»
22. Солошинський дошкільний навчальний заклад «Дзвіночок»
23. Шенгурівський дошкільний навчальний заклад «Берізка»

### Загальноосвітні навчальні заклади
1. Бережнівська загальноосвітня школа І-ІІ ступенів Кобеляцької районної ради Полтавської області
2. Білицька загальноосвітня школа І-ІІІ ступенів № 1 Кобеляцької районної ради Полтавської області
3. Білицька загальноосвітня школа І-ІІ ступенів № 2 Кобеляцької районної ради Полтавської області
4. Білицька загальноосвітня школа І-ІІ ступенів № 3 Кобеляцької районної ради Полтавської області
5. Білицька загальноосвітня школа І-ІІ ступенів № 4 імені Героя Радянського Союзу Ф. І. Марченка Кобеляцької районної ради Полтавської області
6. Бродщинська загальноосвітня школа І-ІІ ступенів Кобеляцької районної ради Полтавської області
7. Бутенківська загальноосвітня школа І-ІІІ ступенів імені Ю. П. Дольд-Михайлика Кобеляцької районної ради Полтавської області
8. Василівська загальноосвітня школа І-ІІ ступенів Кобеляцької районної ради Полтавської області
9. Вільховатська загальноосвітня школа І-ІІ ступенів Кобеляцької районної ради Полтавської області
10. Григоро-Бригадирівська загальноосвітня школа І-ІІ ступенів Кобеляцької районної ради Полтавської області
11. Дабинівська загальноосвітня школа І-ІІ ступенів Кобеляцької районної ради Полтавської області
12. Дашківська загальноосвітня школа І-ІІІ ступенів Кобеляцької районної ради Полтавської області
13. Дрижиногреблянська загальноосвітня школа І-ІІ ступенів Кобеляцької районної ради Полтавської області
14. Жуківська загальноосвітня школа І ступеня Кобеляцької районної ради Полтавської області
15. Золотарівська загальноосвітня школа І ступеня Кобеляцької районної ради Полтавської області
16. Іванівська загальноосвітня школа І-ІІІ ступенів Кобеляцької районної ради Полтавської області
17. Канавська загальноосвітня школа І-ІІ ступенів Кобеляцької районної ради Полтавської області
18. Кобеляцький навчально-виховний комплекс № 1 Кобеляцької районної ради Полтавської області
19. Кобеляцька загальноосвітня школа І-ІІІ ступенів № 2 імені Олеся Гончара Кобеляцької районної ради Полтавської області
20. Кобеляцька загальноосвітня школа І-ІІ ступенів № 3 Кобеляцької районної ради Полтавської області
21. Красненська загальноосвітня школа І-ІІ ступенів Кобеляцької районної ради Полтавської області
22. Кустолово-Кущівська загальноосвітня школа І-ІІ ступенів Кобеляцької районної ради Полтавської області
23. Лебединська загальноосвітня школа І-ІІ ступенів Кобеляцької районної ради Полтавської області
24. Ліщинівська загальноосвітня школа І-ІІ ступенів Кобеляцької районної ради Полтавської області
25. Луценківська загальноосвітня школа І-ІІ ступенів Кобеляцької районної ради Полтавської області
26. Марківська загальноосвітня школа І-ІІ ступенів Кобеляцької районної ради Полтавської області
27. Озерська загальноосвітня школа І-ІІІ ступенів Кобеляцької районної ради Полтавської області
28. Орлицька загальноосвітня школа І-ІІІ ступенів Кобеляцької районної ради Полтавської області
29. Перегонівська загальноосвітня школа І ступеня Кобеляцької районної ради Полтавської області
30. Придніпрянська загальноосвітня школа І-ІІІ ступенів Кобеляцької районної ради Полтавської області
31. Світлогірська загальноосвітня школа I—III ступенів імені Антона Петровича Біленка Кобеляцької районної ради Полтавської області
32. Солошинська загальноосвітня школа І-ІІІ ступенів Кобеляцької районної ради Полтавської області
33. Шенгурівська загальноосвітня школа І-ІІІ ступенів Кобеляцької районної ради Полтавської області